# Immanuel-Kant-Schule (Neumünster)
Die Immanuel-Kant-Schule ist ein Gymnasium in der Böcklersiedlung in Neumünster, Schleswig-Holstein. Es trägt den Namen des Philosophen Immanuel Kant. Das Lehrerkollegium mit ca. 60 Lehrern unterrichtet ca. 650 Schüler. Die Schule verfügt über vier Gebäudetrakte sowie eine Aula und Sporthalle.

## Besonderheiten
Seit dem Schuljahr 2006/2007 nimmt es an einem Programm zur Begabtenförderung teil. Regelmäßig werden Aktionen zum Thema „Wissen“ veranstaltet. Schon sieben Jahre hintereinander hat die Schule den Daniel-Düsentrieb-Wettbewerb gewonnen. Die Schule nimmt besonders an mathematischen und physikalischen Wettbewerben teil. Es gibt dort die lange Nacht der Mathematik und die Mathematik-Olympiade, an der jedes Jahr mehr als 100 Schüler teilnehmen.

## Geschichte
Die Immanuel-Kant-Schule wurde im Jahre 1958 gegründet.
Mit der Änderung des Schulgesetzes Schleswig-Holsteins und der damit neu geschaffenen Profiloberstufe ging im Schuljahr 2008/2009 an der Immanuel-Kant-Schule die erste Profiloberstufe mit den Fächern Französisch, Erdkunde, Kunst und Physik 'an den Start'. Im Schuljahr 2012/2013 wurde außerdem ein WiPo-Profil eingerichtet sowie Sport als 4. Prüfungsfach (zwei zusätzliche Sporttheoriestunden pro Woche) ermöglicht. Derzeit bietet die Schule die Profilfächer Englisch, Physik, Geographie, Wirtschaft/Politik, Kunst und Sport an.
Nach der Fertigstellung der neuen Mensa im Jahr 2009 folgte der Abriss und Neubau des Kunsttrakts, vier neue Kunsträume und acht modern eingerichtete Klassenräume mit Holzfußböden und interaktiven Tafeln sorgen seit 2011 für eine gute Lernatmosphäre. Auch der alte C-Trakt, ein kleineres Unterrichtsgebäude, ist einem Neubau gewichen und wurde im Februar 2012 eingeweiht.
Im Jahr 2008 feierte die Schule ihr 50-jähriges Bestehen. In der letzten Woche vor den Sommerferien hatten die Kinder wegen der Feier-Woche schulfrei.
Ab dem Schuljahr 2008/2009 nahm die Schule am „LüttIng“-Projekt der Innovationsstiftung Schleswig-Holstein (kurz: I-SH) teil. In diesem Projekt engagierte sich die 11. Klasse des Physik-Profils an einem Wachroboter-Projekt, das von der Planung eines autonomen Fahrzeuges bis zur Fertigung und dem endgültigen Produkt reichte.
Im Schuljahr 2009/2010 wurde ein „Modell zur Umgestaltung des Unterrichtsrhythmus“ gestartet. Das Modell beinhaltet die Taktung des Unterrichtes in sogenannte „Blockstunden“ (2-stündiger Unterrichtsrhythmus), um den Schülern und Lehrern Arbeit und Stress abzunehmen und somit die Lernatmosphäre zu stärken.  Nach einer Umfrage im Jahr 2010 wurde aus dem Modell Alltag und die Doppelstunden zur Regel.
Neu ist die Teilnahme am SHiB-Projekt des Landes Schleswig-Holstein: Schule inklusive Begabtenförderung. Seit September 2011 arbeitet eine Projektgruppe aus Lehrern, Eltern und Schülern an einem Konzept, wie begabte und hochbegabte Schülerinnen und Schüler noch besser entdeckt und gefördert werden können.

## Ehemalige Schüler
- Gerd Helbig (1939–2025), Journalist (Abitur 1960)
- Klaus-Dieter Müller (* 1951), Medien- und Politikwissenschaftler und ehemaliger Landespolitiker (Abitur 1971)
- Werner Barg (* 1957), Autor und Filmproduzent
- Monika Heinold (* 1958), Landespolitikerin, Finanzministerin und stv. Ministerpräsidentin
- Nils Langer (* 1969), Germanist, Soziolinguist und Hochschullehrer
- Stefan Schnoor (* 1971), Fußballspieler und -experte